# Schachbundesliga 2017/18 (Österreich, Frauen)
Die Saison 2017/18 war die siebte Spielzeit der österreichischen Frauenbundesliga im Schach.
Die zehn teilnehmenden Mannschaften trugen ein einfaches Rundenturnier aus. Meister wurde die Spielgemeinschaft Mayrhofen/SK Zell/Zillertal, die den Titelverteidiger ASVÖ Pamhagen auf den zweiten Platz verwies.
Zu den gemeldeten Mannschaftskadern der teilnehmenden Vereine siehe Mannschaftskader der österreichischen 1. Bundesliga im Schach 2017/18 (Frauen).

## Tabelle
| Pl. | Verein                          | Sp | G | U | V | MP    | Brett-P.  |
| --- | ------------------------------- | -- | - | - | - | ----- | --------- |
| 01. | Mayrhofen/SK Zell/Zillertal     | 9  | 8 | 1 | 0 | 17:01 | 26,5:09,5 |
| 02. | ASVÖ Pamhagen (M)               | 9  | 8 | 0 | 1 | 16:02 | 27,0:09,0 |
| 03. | ASVÖ Wulkaprodersdorf           | 9  | 7 | 0 | 2 | 14:04 | 23,0:13,0 |
| 04. | SV Ökothek St. Veit an der Glan | 9  | 4 | 2 | 3 | 10:08 | 17,0:19,0 |
| 05. | SC Extraherb WS                 | 9  | 4 | 0 | 5 | 08:10 | 17,0:19,0 |
| 06. | SK Baden                        | 9  | 4 | 0 | 5 | 08:10 | 17,0:19,0 |
| 07. | Schach ohne Grenzen             | 9  | 2 | 2 | 5 | 06:12 | 14,5:21,5 |
| 08. | SG Steyr                        | 9  | 1 | 3 | 5 | 05:13 | 12,5:23,5 |
| 09. | SK Dornbirn                     | 9  | 2 | 0 | 7 | 04:14 | 15,0:21,0 |
| 10. | SV Chesshero Rapid Feffernitz   | 9  | 1 | 0 | 8 | 02:16 | 10,5:25,5 |

Anmerkung: Der SC Extraherb WS belegt durch den Sieg im direkten Vergleich den 5. Platz.
Entscheidungen:
|     | Österreichischer Frauen-Meister: Mayrhofen/SK Zell/Zillertal |
| (M) | Meister der letzten Saison                                   |

## Spieltermine und -orte
| Runde | Datum      | Beginnzeit | Spielort               |
| ----- | ---------- | ---------- | ---------------------- |
| 01    | 24.11.2017 | 17:00 Uhr  | Feffernitz             |
| 02    | 25.11.2017 | 14:00 Uhr  | Feffernitz             |
| 03    | 26.11.2017 | 10:00 Uhr  | Feffernitz             |
| 04    | 19.01.2018 | 17:00 Uhr  | Grieskirchen           |
| 05    | 20.01.2018 | 14:00 Uhr  | Grieskirchen           |
| 06    | 21.01.2018 | 10:00 Uhr  | Grieskirchen           |
| 07    | 06.04.2018 | 17:00 Uhr  | Sankt Veit an der Glan |
| 08    | 07.04.2018 | 14:00 Uhr  | Sankt Veit an der Glan |
| 09    | 08.04.2018 | 10:00 Uhr  | Sankt Veit an der Glan |

## Kreuztabelle
| Ergebnisse | Ergebnisse                      | 01. | 02. | 03. | 04. | 05. | 06. | 06. | 08. | 09. | 10. |
| ---------- | ------------------------------- | --- | --- | --- | --- | --- | --- | --- | --- | --- | --- |
| 01.        | Mayrhofen/SK Zell/Zillertal     |     | 2½  | 3   | 4   | 4   | 2   | 2½  | 3   | 2½  | 3   |
| 02.        | ASVÖ Pamhagen                   | 1½  |     | 3   | 3   | 3   | 4   | 3   | 3½  | 2½  | 3½  |
| 03.        | ASVÖ Wulkaprodersdorf           | 1   | 1   |     | 2½  | 3½  | 3   | 2½  | 3   | 3½  | 3   |
| 04.        | SV Ökothek St. Veit an der Glan | 0   | 1   | 1½  |     | 2½  | 2½  | 2   | 2   | 2½  | 3   |
| 05.        | SC Extraheb WS                  | 0   | 1   | ½   | 1½  |     | 2½  | 3½  | 3   | 1½  | 3½  |
| 06.        | SK Baden                        | 2   | 0   | 1   | 1½  | 1½  |     | 3   | 2   | 3   | 3   |
| 07.        | Schach ohne Grenzen             | 1½  | 1   | 1½  | 2   | ½   | 1   |     | 2   | 2½  | 2½  |
| 08.        | SG Steyr                        | 1   | ½   | 1   | 2   | 1   | 2   | 2   |     | 2½  | ½   |
| 09.        | SK Dornbirn                     | 1½  | 1½  | ½   | 1½  | 2½  | 1   | 1½  | 1½  |     | 3½  |
| 10.        | SV Chesshero Rapid Feffernitz   | 1   | ½   | 1   | 1   | ½   | 1   | 1½  | 3½  | ½   |     |

## Die Meistermannschaft
| 1.            | Mayrhofen/SK Zell/Zillertal                                                                                       |
| Schachfiguren | Judith Fuchs, Anna-Lena Schnegg, Wu Min, Nikola Mayrhuber, Jasmin-Denise Schloffer, Sophie Konecny, Vanessa Röck. |